# ۲۷ مار باریک
۲۷ مار باریک یک ستاره است که در صورت فلکی مار باریک قرار دارد.